# Großer Preis von Monaco 1958
Der Große Preis von Monaco 1958 (offiziell XVI Grand Prix Automobile) fand am 18. Mai auf dem Circuit de Monaco in Monte-Carlo statt und war das zweite Rennen der Automobil-Weltmeisterschaft 1958.

## Bericht

### Hintergrund

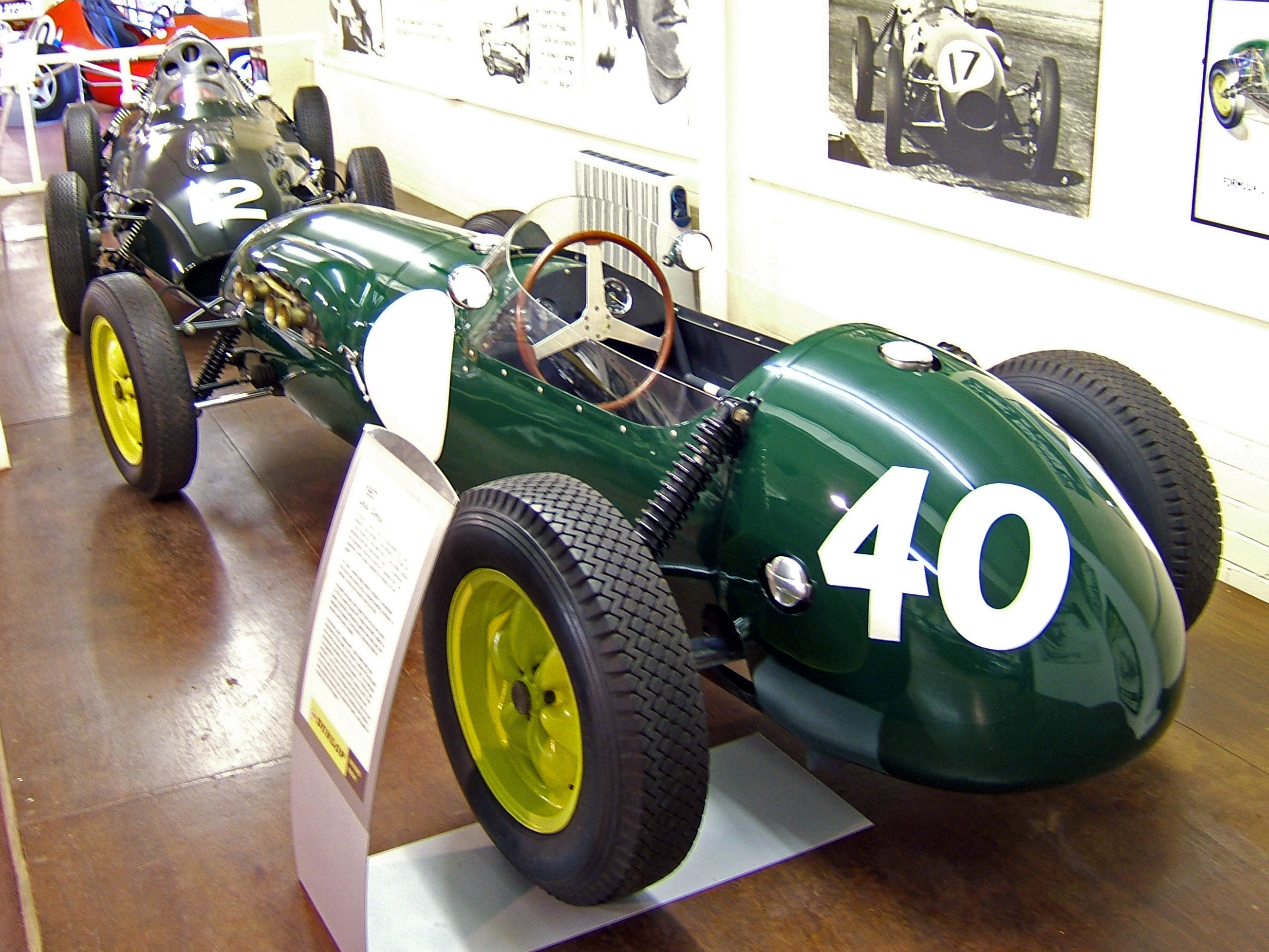
Lotus 12 – Debüt eines der erfolgreichsten Teams der Formel-1-Geschichte

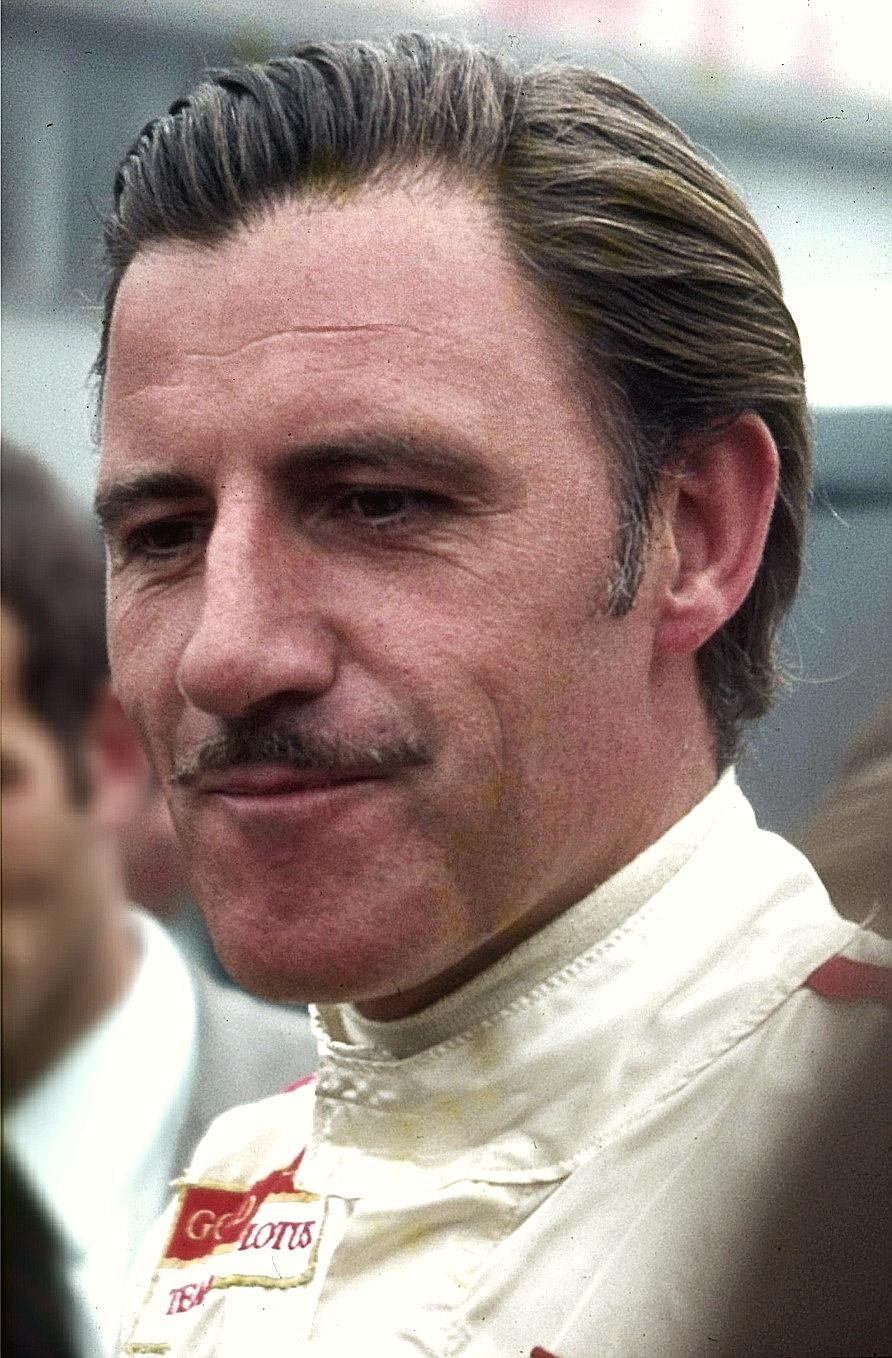
Debüt des späteren zweimaligen Weltmeisters Graham Hill (1969)

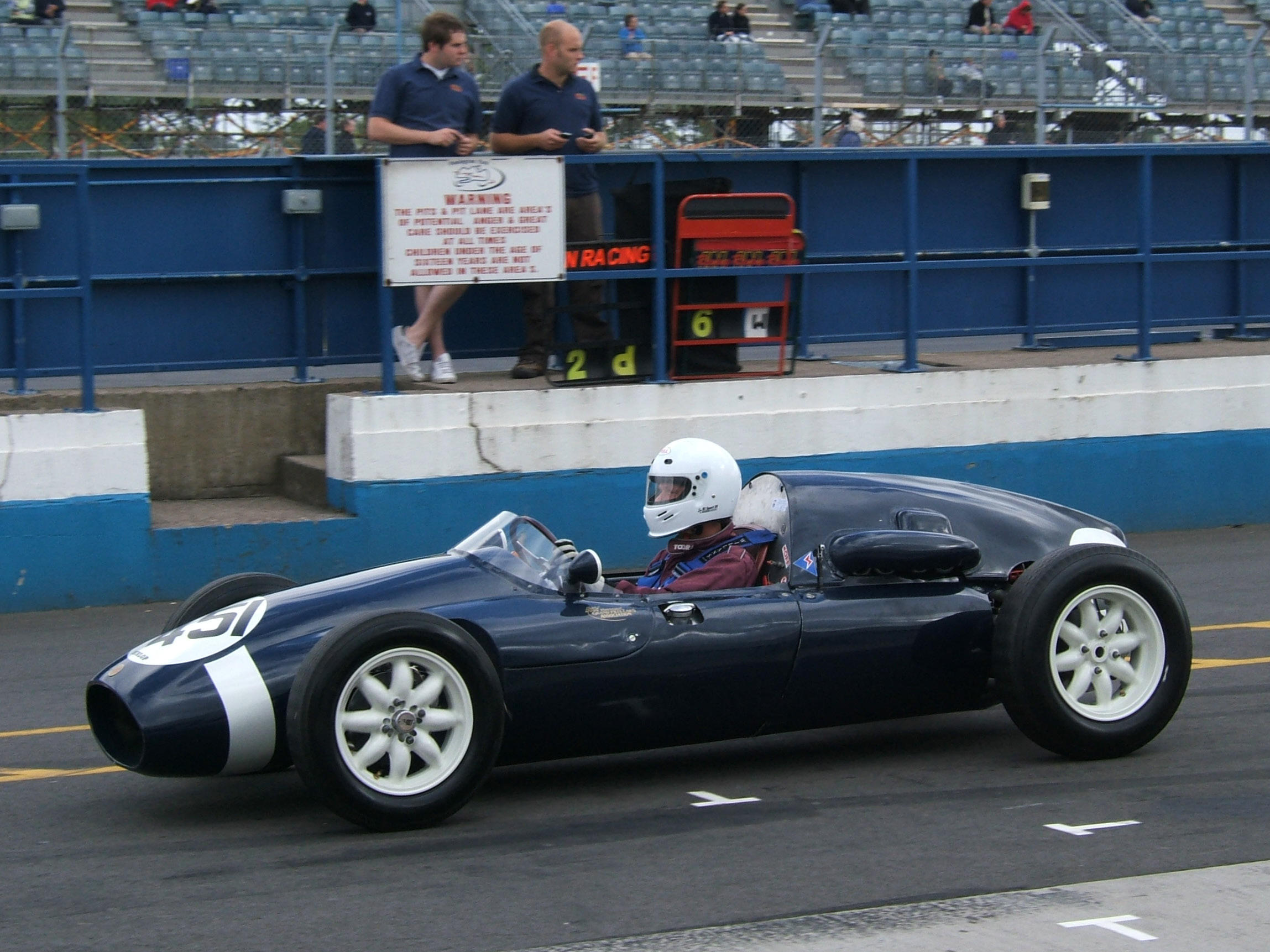
Ein Rob-Walker-T45 2007 in Donington

Nachdem beim Saisonauftakt, dem Großen Preis von Argentinien 1958 nur zehn Fahrer und ein Werksteam teilnahmen, vergrößerte sich das Teilnehmerfeld beim Großen Preis von Monaco 1958 deutlich und einige Fahrer fuhren ihr Debütrennen. Im Vorfeld zum zweiten Saisonrennen fanden drei nicht zur Weltmeisterschaft gehörende Grand Prix statt, Mike Hawthorn gewann für Ferrari die Glover Trophy in Goodwood, Luigi Musso gewann ebenfalls für Ferrari den Großen Preis von Syrakuse und Stirling Moss wiederholte den Erfolg des Auftaktrennens in Argentinien und gewann in Aintree in einem Cooper-Climax.
Ferrari meldete für den Großen Preis von Monaco vier Fahrzeuge, neben den Stammfahrern Hawthorn, Musso und Peter Collins trat erneut Wolfgang Graf Berghe von Trips an. Das Cooper-Werksteam kehrte in die Formel 1 zurück und fuhr wie im Vorjahr mit der Fahrerpaarung Jack Brabham und Roy Salvadori. Das Team brachte erstmals den neuen Wagen an den Start, der Cooper T45 löste damit den Cooper T43 aus dem Vorjahr ab. Außerdem ließ das Team die Fahrer mit unterschiedlichen Motoren fahren, während Brabham einen 2,2-Liter-Motor erhielt, fuhr Salvadori den schwächeren 2,0-Liter-Motor.
Nachdem der im Auftaktrennen siegreiche Moss wieder für Vanwall angetreten war, setzte man beim Rob Walker Racing Team auf die neue Fahrerpaarung Maurice Trintignant und Ron Flockhart. Für Trintignant wurde der neue Cooper T45 eingesetzt, Flockhart ließ man mit dem alten Cooper T43 fahren. Moss fuhr bei Vanwall wie im Vorjahr an der Seite von Tony Brooks und Stuart Lewis-Evans. Als Wagen setzte man den neuen Vanwall VW 57 ein, eine Weiterentwicklung des Vorjahreswagens Vanwall VW 55.
B.R.M. kehrte ebenfalls in die Formel 1 zurück und trat mit Jean Behra und Harry Schell an, die im Vorjahr noch bei Maserati unter Vertrag gestanden waren und nach dem Ausscheiden dieses Teams zu B.R.M. wechselten. Ein weiteres britisches Team hatte beim Großen Preis von Monaco 1958 sein Formel-1-Debüt, Lotus startete erstmals mit dem Lotus 12. Graham Hill und Cliff Allison gingen für das Team in ihren jeweilig ersten Rennen an den Start. Hill wurde 1962 und 1968 zweimal Weltmeister und hielt über Jahrzehnte den Rekord der meisten Grand Prix Teilnahmen. Wie Cooper auch verzichtete Lotus bei ihrem Wagen auf einen eigens konstruierten Motor und verwendete Climax-Aggregate vom Typ FPF.
OSCA trat als weiteres britisches Team nach fünf Jahren Pause wieder zu einem Rennen an und setzte einen OSCA F2 für Giulio Cabianca ein sowie ein OSCA Sports Car für Luigi Piotti. Für das Team war dies die einzige Grand-Prix-Teilnahme in der Formel-1-Saison 1958, für Cabianca das erste Formel-1-Rennen seiner Karriere, für Piotti der finale Grand Prix. Bernie Ecclestone, späterer Formel-1-Chef, ging mit seinem eigenen Team als Fahrer an den Start und setzte zwei Connaught Type B ein. Für ihn war es das erste von zwei Formel-1-Rennen, sein Teamkollege Bruce Kessler, mit dem er sich einen Wagen teilte, fuhr sein einziges Rennen, Paul Emery sein zweites und letztes.
Außerdem waren für das Rennen wieder mehrere Fahrer mit privaten Maserati 250F gemeldet. Jo Bonnier, Giorgio Scarlatti und Paco Godia traten mit eigenen Teams an. Mit Maria Teresa de Filippis versuchte sich erstmals eine Frau für ein Formel-1-Rennen zu qualifizieren, Gerino Gerini und Horace Gould fuhren für die Scuderia Centro Sud und Ken Kavanagh teilte sich seinen Wagen mit Luigi Taramazzo. Beide Fahrer debütierten, für Taramazzo war dies die einzige Grand-Prix-Teilnahme. Louis Chiron versuchte sich ein letztes Mal für ein Rennen zu qualifizieren und wurde mit diesem Versuch der älteste Fahrer der Formel-1-Geschichte. Sein Teamkollege André Testut fuhr wie so viele andere Fahrer in diesem Rennen auch das erste Mal in der Formel 1.
In der Fahrerwertung führte Moss knapp vor Musso und Hawthorn, in der Konstrukteurswertung lag Cooper vor Ferrari und Maserati. Mit Moss und Trintignant nahmen zwei ehemalige Sieger am Rennen teil, Ferrari war zuvor einmal erfolgreich.

### Training
Das Training zum Großen Preis von Monaco 1958 war ein Duell zwischen den britischen Teams Vanwall, B.R.M. und Cooper, das Brooks auf Vanwall für sich entschied, er war der einzige Fahrer der unter der Zeit von 1:40,000 Minuten blieb. Brooks erzielte die erste Pole-Position seiner Karriere und da er eine Sekunde Vorsprung auf die Zeit des Zweitplatzierten hatte, zeigte er die Konkurrenzfähigkeit des neuen Vanwall VW 57, allerdings blieb dies Brooks einzige Pole-Position in der Formel-1-Saison 1958. Position zwei ging an Behra im B.R.M., der sich knapp vor den Cooper von Brabham und Salvadori qualifizierte. Auch für Cooper erzielte mit dem Wagen eine deutliche Leistungssteigerung mit den Positionen drei bis fünf. Auf diesem Platz qualifizierte sich Trintignant im privaten Cooper T45, der vom Rob Walker Racing Team eingesetzt wurde.
Ferrari verlor in diesem Training den Anschluss an die britischen Top-Teams, Hawthorn qualifizierte sich als bester Ferrari-Fahrer auf Platz sechs, Collins erreichte Position neun, Musso startete von zehn und Graf Berghe von Trips ging von Platz zwölf aus ins Rennen. Die Top 10 wurden von Lewis-Evans auf der sieben und Moss auf Startplatz acht komplettiert.
Aus Sicherheitsgründen wurde das Fahrerfeld, welches zum Rennen antrat auf maximal 16 Fahrzeuge beschränkt. 14 Fahrer schieden also bereits im Training aus, wenn ihre Zeiten nicht für die besten 16 gereicht haben. Von den etablierten Teams schafften alle Fahrer die Qualifikation und auch Lotus brachte beide Wagen bei ihrem Debüt in die Startaufstellung, Allison auf Platz 13 und Hill auf Platz 15. Die letzten beiden freien Plätze wurden von Scarlatti und Bonnier belegt.
Nicht für das Rennen qualifizierten sich hingegen das gesamte Team von Ecclestone, der Scuderia Centro Sud, und OSCA, sowie Flockhart im alten Cooper T43, dem Wagen der noch das vorherige Rennen gewann. Außerdem schafften Godia, Chiron, Taramazzo, Kavanagh, Testut und die erste Frau im Fahrerfeld, de Filippis die Qualifikation für den Großen Preis von Monaco 1958 nicht. Ecclestone übergab während des Trainings Les Leston seinen Helm und ließ ihn fahren. Nachdem Leston eine Zeit gefahren war, die für eine Qualifikation reichte, erkannte man den Betrug und Ecclestones Zeit, die von Leston aufgestellt worden war, wurde nicht gewertet. Auch Leston durfte nicht am Rennen teilnehmen, da er nicht auf der offiziellen Meldeliste stand.

### Rennen
Salvadori, der von Platz vier gestartet war, übernahm kurzzeitig beim Start die Führung, bremste anschließend zu spät und kollidierte mit einem anderen Wagen, nachdem er zu weit in der ersten Kurve nach außen gekommen war. Daraufhin kam er zu einem Reparaturboxenstopp an die Box und fiel zurück. Behra übernahm im B.R.M. die Führung über das Rennen und setzte sich von seinen Kontrahenten ab. Hinter Behra lag Brooks auf Platz zwei vor Brabham und Moss.
Bis zur Runde acht überholte Hawthorn erst Moss und anschließend Brabham und lag somit auf Platz drei hinter Brooks. Die Vanwall bekamen in den nächsten Runden Probleme mit ihren Motoren, erst schied Lewis-Evans mit einem überhitzten Aggregat in Runde 11 aus, dann folgte ihm in Runde 21 Brooks mit einem Motorschaden, sodass nur noch Moss für Vanwall im Rennen war. Hawthorn profitierte von Brooks Ausfall und lag in Runde 22 auf Platz zwei hinter dem Führenden Behra. Die Ausfallserie wurde in den nächsten Runden fortgesetzt, erst erlitt Scarlatti einen Motorschaden, dann fiel auch Behra mit Bremsdefekten aus, wodurch Hawthorn die Führung erbte. Diesen ersten Platz verteidigte er in den folgenden Runden gegen Moss, der auf ihn aufgeschlossen hatte und in Runde 33 ging Moss an Hawthorn vorbei um die Führung zu übernehmen. Das Duell zwischen den beiden um den Sieg wurde jedoch einige Runden später von weiteren technischen Defekten beendet. Erst erlitt Moss, wie schon sein Teamkollege Brooks zuvor einen Motorschaden, dann schied Hawthorn mit einer defekten Kraftstoffpumpe aus. Somit war das Rennen für Vanwall beendet, keiner der drei Wagen erreichte das Ziel, obwohl Moss sechs Runden in Führung war und Siegchancen hatte.
Nachdem mehrere Fahrer in Führung liegend ausgeschieden waren, lag Trintignant im neuen Cooper T45 auf Platz eins und verteidigte sich wie Moss beim Saisonauftaktrennen gegen Musso im Ferrari. Hill lag in seinem Debütrennen im ersten Rennen für Team Lotus auf Position vier und duellierte sich mit Collins um einen Podestplatz als in Runde 69 die Halbwelle an seinem Wagen brach. Auch Cooper-Fahrer Salvadori schied einige Runden zuvor mit gebrochener Halbwelle aus. In Runde 71 verunfallte Bonnier, in Runde 91 erlitt auch Graf Berghe von Trips einen Motorschaden, wodurch die Ausfallquote in diesem Rennen sehr hoch war, lediglich sechs Wagen erreichten das Ziel.
Die Ferrari-Fahrer Musso und Collins kamen in den letzten Rennrunden näher an Trintignant heran, holten ihn jedoch nicht mehr ein. Trintignant gewann mit 20 Sekunden Vorsprung auf Musso das Rennen, welcher sein zweiter und letzter Sieg in der Formel 1 war, beide Erfolge erzielte er beim Großen Preis von Monaco. Für Cooper und das Rob Walker Racing Team war es der zweite Sieg in Folge und die Konkurrenz erkannte, dass die schwächer motorisierten kleineren Mittelmotorwagen entgegen den Erwartungen konkurrenzfähig und siegfähig sind.
Musso und Collins komplettierten das Podium für Ferrari, wodurch Musso die Führung in der Fahrerwertung übernahm, ohne ein Rennen gewonnen zu haben. Dies schaffte nach ihm erst wieder Lorenzo Bandini in der Automobil-Weltmeisterschaft 1966. Allerdings war dies die letzte Podestplatzierung für Musso, er verunfallte drei Rennen später beim Großen Preis von Frankreich 1958 tödlich. Brabham erreichte mit drei Runden Rückstand Position vier und damit die erste Punkteplatzierung seiner Karriere, Schell erzielte Position fünf mit neun Runden Rückstand. Mit 13 Runden Rückstand erreichte Allison auf Platz sechs die erste Zielankunft für einen Lotus.
In der Fahrerwertung führte nach dem Rennen Musso vor Moss und Trintignant, Hawthorn und Collins lagen auf Platz vier und fünf. In der Konstrukteurswertung vergrößerte Cooper den Vorsprung auf Ferrari und Maserati, B.R.M. lag durch den fünften Platz von Schell auf Platz vier.

## Meldeliste
| Team                     | Nr. | Fahrer                         | Chassis            | Motor           | Reifen |
| ------------------------ | --- | ------------------------------ | ------------------ | --------------- | ------ |
| Franzisko Godia-Sales    | 04  | Paco Godia                     | Maserati 250F      | Maserati 2.5 L6 | P      |
| Owen Racing Organisation | 06  | Jean Behra                     | BRM P25            | BRM 2.5 L4      | D      |
| Owen Racing Organisation | 08  | Harry Schell                   | BRM P25            | BRM 2.5 L4      | P      |
| BC Ecclestone            | 12  | Bernie Ecclestone              | Connaught Type B   | Alta 2.5 L4     | A      |
| BC Ecclestone            | 12  | Bruce Kessler                  | Connaught Type B   | Alta 2.5 L4     | A      |
| BC Ecclestone            | 14  | Paul Emery                     | Connaught Type B   | Alta 2.5 L4     | A      |
| Cooper Car Company       | 16  | Jack Brabham                   | Cooper T45         | Climax 2.2 L4   | D      |
| Cooper Car Company       | 18  | Roy Salvadori                  | Cooper T45         | Climax 2.0 L4   | D      |
| RRC Walker Racing Team   | 20  | Maurice Trintignant            | Cooper T45         | Climax 2.0 L4   | D      |
| RRC Walker Racing Team   | 22  | Ron Flockhart                  | Cooper T43         | Climax 2.0 L4   | D      |
| Team Lotus               | 24  | Cliff Allison                  | Lotus 12           | Climax 2.0 L4   | D      |
| Team Lotus               | 26  | Graham Hill                    | Lotus 12           | Climax 2.0 L4   | D      |
| Vandervell Products Ltd  | 28  | Stirling Moss                  | Vanwall VW57       | Vanwall 2.5 L4  | D      |
| Vandervell Products Ltd  | 30  | Tony Brooks                    | Vanwall VW57       | Vanwall 2.5 L4  | D      |
| Vandervell Products Ltd  | 32  | Stuart Lewis-Evans             | Vanwall VW57       | Vanwall 2.5 L4  | D      |
| Scuderia Ferrari         | 34  | Luigi Musso                    | Ferrari Dino 246F1 | Ferrari 2.4 V6  | E      |
| Scuderia Ferrari         | 36  | Peter Collins                  | Ferrari Dino 246F1 | Ferrari 2.4 V6  | E      |
| Scuderia Ferrari         | 38  | Mike Hawthorn                  | Ferrari Dino 246F1 | Ferrari 2.4 V6  | E      |
| Scuderia Ferrari         | 40  | Wolfgang Graf Berghe von Trips | Ferrari Dino 246F1 | Ferrari 2.4 V6  | E      |
| Scuderia Centro Sud      | 42  | Horace Gould                   | Maserati 250F      | Maserati 2.5 L6 | D      |
| Scuderia Centro Sud      | 48  | Gerino Gerini                  | Maserati 250F      | Maserati 2.5 L6 | D      |
| Maria Teresa de Filippis | 44  | Maria Teresa de Filippis       | Maserati 250F      | Maserati 2.5 L6 | P      |
| Giorgio Scarlatti        | 46  | Giorgio Scarlatti              | Maserati 250F      | Maserati 2.5 L6 | P      |
| Ken Kavanagh             | 50  | Luigi Taramazzo                | Maserati 250F      | Maserati 2.5 L6 | P      |
| Ken Kavanagh             | 50  | Ken Kavanagh                   | Maserati 250F      | Maserati 2.5 L6 | P      |
| Automobili OSCA          | 52  | Giulio Cabianca                | Osca F2            | Osca 1.5 L4     |        |
| Automobili OSCA          | 54  | Luigi Piotti                   | Osca F2            | Osca 1.5 L4     |        |
| André Testut             | 56  | André Testut                   | Maserati 250F      | Maserati 2.5 L6 | P      |
| André Testut             | 56  | Louis Chiron                   | Maserati 250F      | Maserati 2.5 L6 | P      |
| Jo Bonnier               | 58  | Jo Bonnier                     | Maserati 250F      | Maserati 2.5 L6 | P      |

Anmerkungen
1. 1 2  Beide Fahrer fuhren den Wagen im Training.
2. 1 2  Beide Fahrer fuhren den Wagen im Training.
3. 1 2  Beide Fahrer fuhren den Wagen im Training.

## Klassifikationen

### Qualifying
| Pos. | Fahrer                         | Konstrukteur   | Zeit       | Start |
| ---- | ------------------------------ | -------------- | ---------- | ----- |
| 01   | Tony Brooks                    | Vanwall        | 1:39,8     | 01    |
| 02   | Jean Behra                     | B.R.M.         | 1:40,8     | 02    |
| 03   | Jack Brabham                   | Cooper-Climax  | 1:41,0     | 03    |
| 04   | Roy Salvadori                  | Cooper-Climax  | 1:41,0     | 04    |
| 05   | Maurice Trintignant            | Cooper-Climax  | 1:41,1     | 05    |
| 06   | Mike Hawthorn                  | Ferrari        | 1:41,5     | 06    |
| 07   | Stuart Lewis-Evans             | Vanwall        | 1:41,8     | 07    |
| 08   | Stirling Moss                  | Vanwall        | 1:42,3     | 08    |
| 09   | Peter Collins                  | Ferrari        | 1:42,4     | 09    |
| 10   | Luigi Musso                    | Ferrari        | 1:42,6     | 10    |
| 11   | Harry Schell                   | B.R.M.         | 1:43,8     | 11    |
| 12   | Wolfgang Graf Berghe von Trips | Ferrari        | 1:44,3     | 12    |
| 13   | Cliff Allison                  | Lotus-Climax   | 1:44,6     | 13    |
| 14   | Giorgio Scarlatti              | Maserati       | 1:44,7     | 14    |
| 15   | Graham Hill                    | Lotus-Climax   | 1:45,0     | 15    |
| 16   | Jo Bonnier                     | Maserati       | 1:45,0     | 16    |
| DNQ  | Ron Flockhart                  | Cooper-Climax  | 1:45,9     | –     |
| DNQ  | Ken Kavanagh                   | Maserati       | 1:49,0     | –     |
| DNQ  | Gerino Gerini                  | Maserati       | 1:49,8     | –     |
| DNQ  | Bruce Kessler                  | Connaught-Alta | 1:50,5     | –     |
| DNQ  | Paul Emery                     | Connaught-Alta | 1:50,8     | –     |
| DNQ  | Maria Teresa de Filippis       | Maserati       | 1:50,8     | –     |
| DNQ  | André Testut                   | Maserati       | 1:51,4     | –     |
| DNQ  | Giulio Cabianca                | Osca           | 1:52,0     | –     |
| DNQ  | Luigi Piotti                   | Osca           | 1:52,4     | –     |
| DNQ  | Horace Gould                   | Maserati       | 1:54,0     | –     |
| DNQ  | Paco Godia                     | Maserati       | keine Zeit | –     |
| DNQ  | Louis Chiron                   | Maserati       | keine Zeit | –     |
| DNQ  | Luigi Taramazzo                | Maserati       | keine Zeit | –     |
| DNQ  | Bernie Ecclestone              | Connaught-Alta | keine Zeit | –     |

### Rennen
| Pos. | Fahrer                         | Konstrukteur  | Runden | Stopps | Zeit        | Start | Schnellste Runde |
| ---- | ------------------------------ | ------------- | ------ | ------ | ----------- | ----- | ---------------- |
| 01   | Maurice Trintignant            | Cooper-Climax | 100    |        | 2:52:27,9   | 05    |                  |
| 02   | Luigi Musso                    | Ferrari       | 100    |        | + 20,2      | 10    |                  |
| 03   | Peter Collins                  | Ferrari       | 100    |        | + 38,8      | 09    |                  |
| 04   | Jack Brabham                   | Maserati      | 97     |        | + 3 Runden  | 03    |                  |
| 05   | Harry Schell                   | B.R.M.        | 91     |        | + 9 Runden  | 11    |                  |
| 06   | Cliff Allison                  | Lotus-Climax  | 87     |        | + 10 Runden | 13    |                  |
| –    | Wolfgang Graf Berghe von Trips | Ferrari       | 91     |        | DNF         | 12    |                  |
| –    | Jo Bonnier                     | Maserati      | 71     |        | DNF         | 16    |                  |
| –    | Graham Hill                    | Lotus-Climax  | 69     |        | DNF         | 15    |                  |
| –    | Roy Salvadori                  | Cooper-Climax | 56     |        | DNF         | 04    |                  |
| –    | Mike Hawthorn                  | Ferrari       | 47     |        | DNF         | 06    | 1:40,6           |
| –    | Stirling Moss                  | Vanwall       | 38     |        | DNF         | 08    |                  |
| –    | Jean Behra                     | B.R.M.        | 29     |        | DNF         | 02    |                  |
| –    | Giorgio Scarlatti              | Maserati      | 28     |        | DNF         | 14    |                  |
| –    | Tony Brooks                    | Vanwall       | 22     |        | DNF         | 01    |                  |
| –    | Stuart Lewis-Evans             | Vanwall       | 11     |        | DNF         | 07    |                  |

## WM-Stand nach dem Rennen
Die ersten fünf des Rennens bekamen 8, 6, 4, 3, 2 Punkte. Der Fahrer mit der schnellsten Rennrunde erhielt zusätzlich 1 Punkt. Es zählten nur die sechs besten Ergebnisse aus elf Rennen. In der Konstrukteurswertung zählten nur die Punkte des bestplatzierten Fahrers.

### Fahrerwertung
| Pos. | Fahrer              | Konstrukteur            | Punkte |
| ---- | ------------------- | ----------------------- | ------ |
| 01   | Luigi Musso         | Ferrari                 | 12     |
| 02   | Stirling Moss       | Cooper-Climax / Vanwall | 8      |
| 03   | Maurice Trintignant | Cooper-Climax           | 8      |
| 04   | Mike Hawthorn       | Ferrari                 | 5      |
| 05   | Peter Collins       | Ferrari                 | 4      |
| 06   | Juan Manuel Fangio  | Maserati                | 4      |
| 07   | Jack Brabham        | Maserati                | 3      |
| 08   | Jean Behra          | Maserati                | 2      |
| 09   | Harry Schell        | Maserati                | 2      |
| 10   | Carlos Menditéguy   | Maserati                | 0      |

| Pos. | Fahrer                         | Konstrukteur  | Punkte |
| ---- | ------------------------------ | ------------- | ------ |
| 11   | Cliff Allison                  | Lotus-Climax  | 0      |
| 12   | Paco Godia                     | Maserati      | 0      |
| 13   | Horace Gould                   | Maserati      | 0      |
| –    | Wolfgang Graf Berghe von Trips | Ferrari       | 0      |
| –    | Jo Bonnier                     | Maserati      | 0      |
| –    | Graham Hill                    | Lotus-Climax  | 0      |
| –    | Roy Salvadori                  | Cooper-Climax | 0      |
| –    | Giorgio Scarlatti              | Maserati      | 0      |
| –    | Tony Brooks                    | Vanwall       | 0      |
| –    | Stuart Lewis-Evans             | Vanwall       | 0      |

### Konstrukteurswertung
| Pos. | Konstrukteur  | Punkte |
| ---- | ------------- | ------ |
| 01   | Cooper-Climax | 16     |
| 02   | Ferrari       | 12     |
| 03   | Maserati      | 3      |
| 04   | B.R.M.        | 2      |
| 05   | Lotus-Climax  | 0      |
| –    | Vanwall       | 0      |